# Ediciones Vigía
Ediciones Vigía es una editorial independiente ubicada en Matanzas, Cuba. El nombre original radica en su ubicación, la plaza de la Vigía, una casa colonial en Matanzas. Se caracteriza porque sus libros están hechos a mano.

## Origen
Ediciones Vigía, creadas por el poeta Alfredo Zaldívar (su editor principal hasta 1998) y posteriormente dirigida por Agustina Ponce, adquieren su nombre de la Plaza de la Vigía en Matanzas, donde se instaló en la Casa del Escritor de Matanzas (ubicada en Río y Magdalena). Este espacio, que albergó tanto la editorial como presentaciones de autores, se convirtió en un centro de promoción cultural único.
Bajo el emblema del quinqué y caracterizadas por su riguroso criterio de selección, la publicación de obras inéditas y diseños singulares, las ediciones están dirigidas a un público intelectual sin distinciones. Fundada en 1985, su propósito inicial fue vincular a los escritores matanceros con la literatura universal y autores nacionales, con una estética centrada en humanizar el libro como objeto artístico.
En su etapa inicial, se enfocó en promover la literatura local y rescatar el libro-arte. Su rápido éxito expandió su alcance hacia la divulgación de obras nacionales e internacionales. 
Los primeros años incluyeron:
- Impresión de invitaciones para eventos culturales
- Producción de plaquettes y plegables bilingües para ciclos de conferencias
- Catálogos de exposiciones
- Diseños cada vez más complejos que incorporaban:

```
 * Dibujos complementarios
 * Papeles artesanales y texturas diversas
 * Bordes rasgados manualmente
 * Encuadernación con hilos de 
yute
 o 
rayón

 * Uso de materiales reciclados (metales, vidrio, plásticos)
```

Hasta la actualidad, estos elementos se mantienen bajo la dirección artística de Rolando Estévez Jordán (diseñador fundador). Sus características distintivas incluyen:
- Tiradas limitadas a 200 ejemplares numerados
- Iluminación manual y firmas de autores
- Nueve colecciones y dos revistas
- Técnicas de mimeografía combinadas con intervenciones plásticas

## Trabajadores de Vigía
| Cargo               | Nombre                                             |
| ------------------- | -------------------------------------------------- |
| Directora           | Agustina Ponce Valdés                              |
| Editores            | Laura Ruiz Montes, Pablo G.Lleonart                |
| Diseñador Principal | Rolando Estévez Jordán                             |
| Artesanos           | Ana Coro, Marisel Ruiz, Iosmey Barbier, Ivis Arias |

## Autores publicados
Entre los escritores destacados publicados por Vigía figuran:
- Eliseo Diego
- Miguel Barnet
- Pablo Armando Fernández
- Carilda Oliver Labra
- Nancy Morejón
- César López

## Reconocimientos internacionales
- Parte de su colección se exhibe en el MoMA (Nueva York)
- Presencia en la Biblioteca Británica (Londres)
- Colección en la Biblioteca del Congreso de Estados Unidos
- Exhibición permanente en universidades de Michigan, Chicago y Florida

## Premios
- 2008: Estrella Internacional a la Calidad (Categoría Oro, París)
- Premios de la Crítica (3 ediciones)
- Premio Fayad Jamís
- Premio La Rosa Blanca por la revista infantil Barquitos del San Juan

## Ferias del Libro
Participación estable en:
- Feria Internacional del Libro de La Habana
- Eventos en México, República Dominicana, Fránkfurt, Viena, Madrid, Lima, Puerto Rico, Colombia, Canadá, Estocolmo

## Colecciones
| Nombre   | Género              |
| -------- | ------------------- |
| San Juan | Poesía              |
| Trébol   | Cuentos             |
| Barquito | Literatura infantil |
| Venablos | Ensayo y crítica    |
| Aforos   | Teatro              |
| Clásicos | Autores clásicos    |
| Andante  | Música              |

## Revistas
- Barquitos del San Juan (3 números/año, infantil)
- La Revista del Vigía (semestral)